# الکس کرگناله
الکس کرگناله (انگلیسی: Alex Crognale؛ زادهٔ ۲۷ اوت ۱۹۹۴) بازیکن فوتبال اهل ایالات متحده آمریکا است.
از باشگاه‌هایی که در آن بازی کرده‌است می‌توان به باشگاه فوتبال کلمبوس کرو و باشگاه فوتبال اورنج کانتی اشاره کرد.